# ستبلوو (شهرستان کنجژن-کوژله)
ستبلوو (به لهستانی:  Steblów) یک روستا در لهستان است که در گمینا چیسک واقع شده‌است. ستبلوو ۳۳۳ نفر جمعیت دارد.